# Pseudodascalia quadrata
Pseudodascalia quadrata är en insektsart som först beskrevs av Walker 1851.  Pseudodascalia quadrata ingår i släktet Pseudodascalia och familjen Flatidae. Inga underarter finns listade i Catalogue of Life.